# Kīsāvandān
Kīsāvandān är en ort i Iran.   Den ligger i provinsen Gilan, i den nordvästra delen av landet, 230 km nordväst om huvudstaden Teheran. Kīsāvandān ligger 5 meter över havet och antalet invånare är 397.
Terrängen runt Kīsāvandān är platt, och sluttar norrut.Runt Kīsāvandān är det ganska tätbefolkat, med 199 invånare per kvadratkilometer. Närmaste större samhälle är Rasht, 11,5 km väster om Kīsāvandān. Trakten runt Kīsāvandān består till största delen av jordbruksmark.